# Residència de Palembang
La residència de Palembang fou una divisió administrativa de les Índies Orientals Holandeses a Sumatra. La capital fou Palembang que ocupava el lloc de l'antiga ciutat estat de Sri Vijaya. El seu nom derivava del xinès Palinfong, centre comercial que va substituir a Sri Vijaya quan el regne de Majapahit va obtenir l'hegemonia.
La residència estava formada per l'antic territori del sultanat de Palembang i trenta regnes vassalls d'aquest, cadascun dels quals formava una regència:
- Sultanat de Palembang
- Rejang Lebong
- Ampat Lawang
- Pasemah ulu Lintang
- Lematang ulu
- Pasemah Lebar
- Kikkim
- Gumaj ulu
- Mulak ulu
- Lematang ilir
- Belitang
- Semando Darat
- Ogan ulu
- Semendo ulu Luwas
- Kisam o Kesam
- Makakau
- Blambangan
- Bandingagung
- Gunumtigo
- Kiti
- Japaro
- Buai Pemetja
- Bungamajang
- Pakusang Kunjit
- Buai Runjung
- Madang
- Semandawi
- Buai Haji
- Buai Rawang
- Blidah
- Enim.